# Dobrodzień (stacja kolejowa)
Dobrodzień – nieczynna stacja kolejowa w Dobrodzieniu, w województwie opolskim, w Polsce.